# Club Korfbal Badalona La Rotllana
El Club Korfbal Badalona és un club de corfbol fundat l'any 1997 a l'Associació La Rotllana de Badalona.
Va Jugar a la primera divisió de la lliga catalana de corfbol, a la qual va quedar subcampió la temporada 2005-06 i tercer la temporada 2004-05.
En la temporada 2013-14 el primer equip descendeix per raons esportives a segons divisió, on queda eliminat a semifinals de la lliga.
En la temporada 2016-17 sense tenir equip filial, descendeix per jugar a tercera divisió, on la següent temporada es canvia el nom per segona divisió (ja que en primera i lliga de filials s'anomenen TOP A i TOP B).
En la temporada 2017-18 aconsegueix el primer títol senior guanyant la lliga de 2a divisió sent 4t classificat a la lliga regular amb una nova generació de jugadors.
Va debutar a Europa, en el campionat de l'Europa Shield al 2006.
En Copa Catalana es finalista a la 2000-01.
Els equips filials del club no aconsegueix cap títols pero si moltes finals.
El Badalona B va ser sub-campio de lliga de tercera divisió en la temporada 2014-15
El Badalona C va ser sub-campio de lliga de segona divisió en la temporada 2005-06
El CK Pangea va ser subcampió de lliga de segona divisió en la temporada 2007-08
El Badalona Junior va ser subcampió de lliga en la 2006-07 i subcampió de la copa catalana en les temporades 2008-09 i 2013-14.
En el marc dels projectes socials i de cooperació de l'entitat, l'any 1998 va promoure la pràctica del corfbol entre diversos joves bosnians que eren a Badalona, animant-los a desenvolupar aquest esport al seu país. A partir d'aquella trobada, va néixer el KC Maglaj i el corfbol es va començar a estendre per Bòsnia i Hercegovina i es va crear la Federació Bosniana. Aquells contactes es van anar mantenint amb visites alternades dels dos equips durant els estius, a Badalona i a Maglaj, i el club badaloní fou un habitual del Torneig Internacional de Maglaj, que va guanyar en la seva tercera edició.
Durant la temporada 2017-18 l'equip jugar uns amistosos al França contra el Bonson, Cote Durieux i ASPTT Saint Ettiene. També van a Alucemas (Marroc) a fer créixer i desenvolupar-se el Korfbal a la zona del Rif del Marroc fent amistosos contra el nou club d'Alucemas i Nador.